# ShUM-sites van Speyer, Worms en Mainz
De ShUM-sites van Speyer, Worms en Mainz is de naam waaronder vier sites van cultureel werelderfgoed in de Duitse steden Speyer, Worms en Mainz tijdens de 44e sessie van de UNESCO Commissie voor het Werelderfgoed in juli 2021 op de werelderfgoedlijst werden toegevoegd. 
Het acroniem ShUM (Hebreeuws: שו״מ‎) staat voor de Hebreeuwse initialen van Speyer (Spira), Worms (Warmaisa) en Mainz (Magenza), in schrift van rechts naar links de Sjien, de Waw en de Mem.
De groepsinschrijving van de ShUM-sites van Speyer, Worms en Mainz, gelegen in de voormalige keizerlijke domsteden Speyer, Worms en Mainz, in het Bovenrijndal, omvat het Jodenhof van Speyer, met de structuren van de synagoge en de vrouwensjoel (Jiddisch voor synagoge), de archeologische overblijfselen van de jesjiva (religieuze school), de binnenplaats en het nog intacte ondergrondse mikwe (ritueel bad), dat zijn hoge architectonische en bouwkundige kwaliteit heeft behouden. Het omvat ook het complex van de synagoge van Worms, met de naoorlogse reconstructie van de synagoge uit de 12e eeuw en de vrouwensjoel uit de 13e eeuw, het Rasji-huis, het huis van de Joodse gemeente, en het monumentale 12e-eeuwse mikwe. De groepsinschrijving omvat ook de Oude Joodse Begraafplaats, de Heiliger Sand, in Worms en de Oude Joodse Begraafplaats in Mainz. De vier deelsites van de groepsinschrijving weerspiegelen tastbaar de vroege opkomst van kenmerkende Asjkenaz-gebruiken en de ontwikkeling en de nederzetting patroon van de ShUM gemeenschappen, met name tussen de 11e en de 14e eeuw. De gebouwen die de werelderfgoedinschrijving vormen, dienden als prototype voor latere joodse gemeenschaps- en religieuze gebouwen, alsook voor begraafplaatsen in Europa.
Dom van Aken · Abdij en Altenmünster van Lorsch · Slot Augustusburg en slot Falkenlust in Brühl · Bamberg · Bauhaus en zijn sites in Weimar, Dessau en Bernau · Klassiek Weimar · Fagusfabriek · Rammelsbergmijnen en historische stad Goslar · Dom van Keulen · Hanzestad Lübeck · Luthergedenkplaatsen in Eisleben en Wittenberg · Abdij van Maulbronn · Groeve Messel · Fürst-Pückler-Park Bad Muskau · Kloostereiland Reichenau · Museuminsel in Berlijn · Parklandschap Dessau-Wörlitz · Stiftskerk, kasteel en historisch centrum van Quedlinburg · Bedevaartskerk van Wies · Historisch centrum van Regensburg met Stadtamhof · Romeinse monumenten, Dom en Onze-Lieve-Vrouwekerk in Trier · Oude en voorhistorische beukenbossen van de Karpaten en andere regio's van Europa · Paleizen en parken van Potsdam en Berlijn · Michaeliskirche en Dom van Hildesheim · Dom van Speyer · Historisch centrum van Stralsund en Wismar · Stadhuis en Rolandstandbeeld van Bremen · Grenzen van het Romeinse Rijk: Opper-Germaans-Raetische limes · Bovenloop van het Midden-Rijndal · IJzersmelterij van Völklingen · Kasteel Wartburg · Residentie van Würzburg · Kolenmijn en industriecomplex Zeche Zollverein in Essen · Modernistische woonwijken in Berlijn · Waddenzee · Prehistorische paalwoningen in de Alpen · Markgrafelijk Operahuis in Bayreuth · Bergpark Wilhelmshöhe · Karolingisch westwerk en Civitas Corvey · Speicherstadt en het Kontorhausviertel met het Chilehaus in Hamburg · Architecturaal werk van Le Corbusier (Weißenhofsiedlung) · Grotten en kunst uit de ijstijd in de Zwabische Jura · Archeologisch grenslandschap van Hedeby en de Danevirke · Dom van Naumburg ·  Mijnstreek Erzgebirge/Krušnohoří · Waterbeheersysteem van Augsburg · Historische kuuroorden van Europa (Bad Ems, Baden-Baden en Bad Kissingen) · Mathildenhöhe Darmstadt · Grenzen van het Romeinse Rijk - De Neder-Germaanse limes · ShUM-sites van Speyer, Worms en Mainz · Grenzen van het Romeinse Rijk - De Donaulimes (Westelijk gedeelte)  · Joods-middeleeuws erfgoed van Erfurt · Complex van de residentie van Schwerin · Moravische kerknederzettingen (Herrnhut)